# Skidåkning för rörelsehindrade vid olympiska vinterspelen
Skidåkning för rörelsehindrade var en demonstrationssport vid olympiska vinterspelen 1984 och 1988. Efter detta hölls paralympiska spelen på samma ort som olympiska så sporten las till i de paralympiska. Vid spelen 1984 och 1988 delades det ut medaljer till de tre bästa, men medaljerna var mindre och räknades inte in i medaljfördelningen.

## Olympiska vinterspelen 1984
Vid spelen 1984 i Sarajevo, tävlades det i fyra grenar i alpin skidåkning, storslalom, enbart för män.
| Tävling                                | Etta                  | Tvåa                      | Trea                     |
| Storslalom för ovan-knä amputering     | Alexander Spitz (FRG) | Reiner Bergman (AUT)      | David Jamison (USA)      |
| Storslalom för under-knä amputering    | Markus Ramsauer (AUT) | Josef Meusburger (AUT)    | Bill Latimer (USA)       |
| Storslalom för en arm amputerad        | Paul Keukomm (SUI)    | Dietmar Schweninger (AUT) | Rolf Heinzmann (SUI)     |
| Storslalom för båda armarna amputerade | Lars Lundström (SWE)  | Felix Abele (FRG)         | Cato Zahl Pedersen (NOR) |

## Olympiska vinterspelen 1988
Vid spelen 1988 i Calgary hölls tävlingar i både längdskidåkning och alpin skidåkning för både män och kvinnor.
| Tävling                                  | Etta                    | Tvåa                  | Trea                |
| Herrarnas storslalom ovan-knä amputering | Alexander Spitz (FRG)   | Greg Mannino (USA)    | Fritz Berger (SUI)  |
| Damernas storslalom ovan-knä amputering  | Diana Golden (USA)      | Cathy Gentile (USA)   | Martha Hill (USA)   |
| Herrar 5km längd för blinda              | Hans Anton Aalien (NOR) | Åke Petterson (SWE)   | Asmund Tveit (NOR)  |
| Damer 5km längd för blinda               | Veronika Preining (AUT) | Kirsti Pennanen (FIN) | Margret Heger (AUT) |